# 比利亚莫尔
比利亚莫尔，是西班牙卡斯蒂利亚-莱昂莱昂省的一个市镇。 总面积40平方公里，2001年普查人口總數為235人，人口密度為每平方公里6人。